# Los Frentones
Los Frentones är en ort i Argentina.   Den ligger i provinsen Chaco, i den norra delen av landet, 1 000 km norr om huvudstaden Buenos Aires. Los Frentones ligger 136 meter över havet och antalet invånare är 6 610.
Terrängen runt Los Frentones är mycket platt. Runt Los Frentones är det mycket glesbefolkat, med 2 invånare per kvadratkilometer..
Trakten runt Los Frentones består till största delen av jordbruksmark.